# Kroatiens U21-herrlandslag i handboll
Kroatiens U21-herrlandslag i handboll representerar Kroatien i handboll vid U20-EM och U21-VM för herrar.